# Karen Scrivener
Pour les articles homonymes, voir Scrivener.
Karen Louise Scrivener est une chimiste des matériaux connue pour ses travaux pionniers dans le domaine des matériaux à base de ciment. Elle est directrice du Laboratory of Construction Materials à l'École polytechnique fédérale de Lausanne. Elle a été rédactrice en chef de la revue Cement and Concrete Research pendant 15 ans.

## Jeunesse et éducation
En 1980, elle est diplômée de l'Université de Cambridge en sciences des matériaux. Elle obtient son doctorat en science des matériaux à l'Imperial College London en 1983. Sa thèse porte sur le développement microstructural lors de l'hydratation du ciment Portland, sous la supervision du professeur P.L. Pratt.

## Carrière
Scrivener travaille à l'Imperial College de Londres au département des sciences des matériaux jusqu'en 1995 en tant qu'assistante de recherche post-doctorale, chercheuse pour la Royal Society et chargée de cours. En 1995, elle décide de quitter le monde universitaire et rejoint le Laboratoire Central de Recherche de Lafarge, situé près de Lyon, où elle obtient d'abord un poste de scientifique principale puis devient cheffe du département des aluminates de calcium. Depuis 2001, elle est professeure ordinaire et cheffe du Laboratory of Construction Materials (en français : laboratoire des matériaux de construction) à l'Institut des sciences et de l'ingénierie des matériaux de l'EPFL, en Suisse.
En 2005, elle devient rédactrice en chef de la revue Cement and Concrete Research, et elle fait actuellement partie de son comité éditorial d'honneur. Karen Scrivener est élue Fellow de la Royal Academy of Engineering en 2014. Elle est également cofondatrice et membre du comité de direction de la Fondation Wish (Women in Science and Humanities) de l'EPFL, pour la promotion des femmes dans les sciences,.
Scrivener joue un rôle actif dans la promotion de ciments durables, sous forme de ciments mélangés,,,. Elle a co-écrit avec Vanderley M. John et Ellis M. Gartner avec le soutien du PNUE-SBCI (Programme des Nations Unies pour l'environnement - Sustainable Building and Climate Initiative), un rapport de référence résumant les principales conclusions sur les matériaux éco-efficients à base de ciment et à faible empreinte carbone qui seraient les plus viables pour l'avenir de la construction,.
En 2004, elle a fondé Nanocem, un consortium de 23 partenaires universitaires et 10 partenaires industriels intéressés par la recherche fondamentale sur le ciment et le béton; elle en est toujours la principale coordinatrice,,. En collaboration avec l'Universidad Las Villas de Santa Clara, l'institut indien de technologie de Delhi, l'agence suisse pour le développement et la coopération, et de nombreux producteurs internationaux de ciment, elle a développé le projet LC3 (Limestone Calcined Clay Cement) qui a pour but de produire un nouveau type de ciment à faible coût et à faible empreinte carbone,,.

## Distinctions et prix
- 1991: Prix Leslie Holiday de l'Institut des matériaux[19]
- 2007: Prix Klaus-Dyckerhoff pour sa contribution exceptionnelle au domaine de la recherche sur le ciment et le béton[20]
- 2010: Docteur Honoris Causa, Université technique tchèque
- 2010: «Ambassadeur du béton» de la UK Concrete Society[21]
- 2010: Médaille Kroll et Prix du UK Institute of Materials, Minerals and Mining[22]
- 2011: Prix de la conférence Della Roy, American Ceramic Society[23]
- 2014: Fellow de la Royal Academy of Engineering (Royaume-Uni)[5]
- 2017: Membre honoraire de l'Institut de technologie du béton[24]